# Karl Albrecht
Karl Albrecht (født 20. februar 1920 i Essen, død 16. juli 2014 smst.) var en tysk forretningsmand, som var nummer seks på listen over verdens rigeste personer i 2009. Karl Albrecht grundlagde sammen med sin bror Theo den tyske supermarkedskæde Aldi, som i dag har mere end 8.000 butikker. Karl Albrechts formue blev i 2009 bedømt til $21,5 milliarder.